# Diagnon (Dolo)
Diagnon est un village du département et la commune rurale de Dolo, situé dans la province de la Bougouriba et la région du Sud-Ouest au Burkina Faso.

## Géographie

### Démographie
- En 2006, le village comptait 264 habitants dont 53,4 % de femmes[1].